# Кукабара велика
Кукабара велика (Dacelo novaeguineae) — один із найпоширеніших видів птахів в Австралії; птах підродини альціонних, родини рибалочкових. Найбільший за розмірами птах у своїй родині. Ендемік східної Австралії, який був інтродукований до інших регіонів країни та до Нової Зеландії. Міжнародний союз охорони природи (МСОП) зарахував кукабару велику до Червоного списку у 2016 році. Кукабару велику внесено до видів у найменшій загрозі (LC), як вид без значних загроз, що має широкий ареал і велику чисельність.
Відома своїм голосом, схожим на людський сміх, кукабара велика стала одним із неформальних національних символів Австралії. На літніх Олімпійських іграх 2000 року в Сіднеї вона, нарівні з єхидною та качкодзьобом, була одним із трьох маскотів (талісманів).

## Таксономія і назви птаха
1776 року кукабару велику вперше неформально описав і проілюстрував (у чорно-білих барвах) французький натураліст і дослідник П'єр Соннера у звіті про свою подорож, названому фр. «Voyage à la nouvelle Guinée». Він стверджував, що бачив птаха у Новій Гвінеї. Проте новозеландський біолог Ейверіл Лайсат піддала сумніву це твердження. Вона вважала, що Соннера ніколи не відвідував цього острова; більше того, кукабара велика там не мешкає. Ймовірно, він отримав екземпляр опису птаха від одного з натуралістів, який супроводжував капітана Джеймса Кука під час його подорожей до східного узбережжя Австралії. Едме-Луї Добантон і Франсуа-Ніколя Мартіне включили кольорове зображення кукабари, відтворене на основі опису Соннера, до їхньої спільної праці фр. «Planches enluminées d'histoire naturelle». Підпис до зображення птаха у ній французькою мовою — «Martin-pêcheur, de la Nouvelle Guinée», можна перекласти як «рибалочка з Нової Гвінеї».
1782 року британський натураліст і орнітолог Джон Летем позначив цього птаха назвою англ. great brown kingfisher (укр. великий коричневий рибалочка). Цю назву 1858-го вжив інший британський орнітолог — Джон Гульд.
У 1783 році французький натураліст Йоганн Герман на основі кольорових ілюстрацій Добантона та Мартіне зробив науковий опис виду і дав птахові наукову назву Alcedo novæ Guineæ (укр. рибалочка новогвінейський). Того ж року нідерландський натураліст Пітер Боддерт дав іншу назву — Alcedo gigas (укр. рибалочка-велетень), що набула більшого поширення у науковому середовищі, ніж Alcedo novæ Guineæ.
У 1815 році англійський зоолог Вільям Елфорд Ліч запропонував нову назву роду — Dacelo (укр. кукабара), — як анаграму слова Alcedo, і з середини XIX століття у зоологічній літературі кукабару велику почали називати Dacelo gigas (укр. кукабара-велетень). Проте 1926 року австралійський орнітолог Грегорі Мет'юз довів, що опис, зроблений Германом, опубліковано раніше, цього самого 1783 року, а тому має перевагу, хоча й ґрунтувався на хибних переконаннях про походження птаха з Нової Гвінеї. Як наслідок цього аргументу, закріпилася сучасна основна наукова назва птаха — Dacelo novaeguineae.

### Підвиди
Вид поділяють на два підвиди:
- Dacelo novaeguineae novaeguineae — номінативний підвид.
- Dacelo novaeguineae minor — мешкає на півострові Кейп-Йорк, на північ від Куктауна. Вперше описана британським орнітологом Гербертом Робінсоном у 1990 році[21][22]. Єдиною відмінністю від номінативного підвиду є менший розмір[4].

### Споріднені види
- Dacelo leachii (кукабара синьокрила)
- Dacelo gaudichaud (кукабара білодзьоба)
- Dacelo tyro (кукабара аруанська)[2]

В Україні гніздовим перелітним видом є рибалочка блакитний (Alcedo atthis), який належить, як і кукабара, до родини рибалочкових.

### Назва
Назва kookaburra (кукабара) походить з австралійської аборигенної мови племені віраджурай. За посередництва англійської мови слово увійшло до лексики багатьох інших мов, зокрема й української.
У перші роки XX століття слово kookaburra почало з'являтися як альтернативне найменування птаха в орнітологічних публікаціях англійською мовою. Згодом у 1926 році англ. Laughing kookaburra — «сміхотлива кукабара» стала офіційною англомовною назвою птаха, увійшовши до другої редакції «Офіційного списку птахів Австралії» Королівської австралазійської спілки орнітологів.

### Інші назви птаха в Австралії

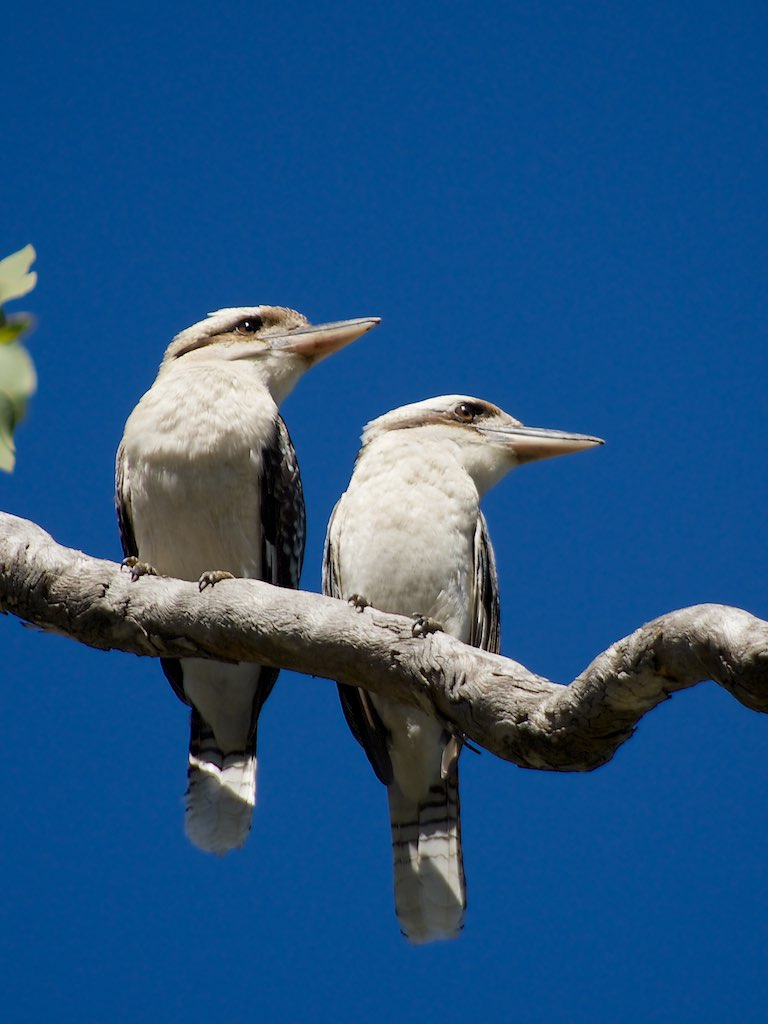
Пара кукабар

На початку європейської колонізації Австралії письмово зафіксовано декілька назв птаха мовами австралійських аборигенів. 1798 року Дейвід Коллінз зафіксував назву: go-gan-ne-gine (ґоу-ґен-не-ґайн), Рене Прімевер Лессон — cuck'anda (куканда) у 1828, Джордж Беннетт — gogera (ґоджера) та gogobera (ґоґобера) у 1834.
Британські поселенці в Австралії почали називати птаха англ. laughing jackass, що українською мовою може перекладатися як «реготливий телепень», або «сміхотливий віслюк». 1798 року таку назву вперше записав Дейвід Коллінз в англійській колонії Новий Південний Уельс. Інші популярні назви птаха — англ. laughing kingfisher (укр. сміхотливий рибалочка) та giant kingfisher (укр. велетенський рибалочка).
Через специфічні вокальні дані, у побуті поширена назва птаха — bushman's clock — годинник бушмена (відлюдника), або settler's clock (укр. годинник переселенця).

## Опис

### Зовнішній вигляд

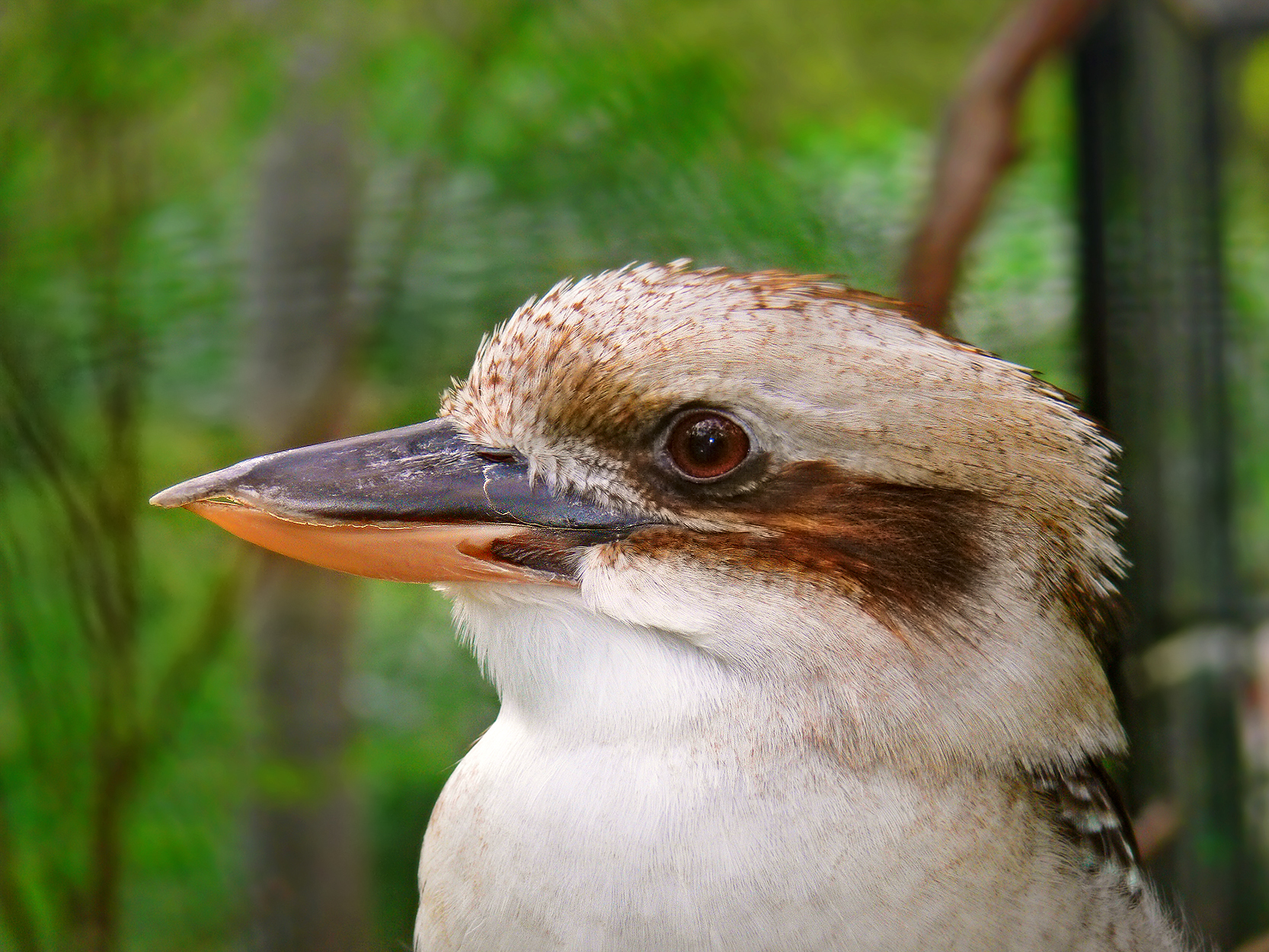
Великий дзьоб і деталі голови кукабари

Кукабара велика — найбільший за розмірами представник родини рибалочкових. Це кремезний птах розміром 39–42 см, з великою головою, виразними темно-коричневими очима і дуже великим дзьобом. Обидві статі дуже схожі, хоча самиця зазвичай більша й має менше синього кольору на гузці. Вага самиці 355—480 г, самця 310—345 г. Основний колір тіла білий або кремовий, на голові навколо очей темно-коричнева смуга, яка переходить у блідо-коричневе забарвлення верхньої частини голови. Крила і задня частина коричневого кольору з блакитними цяточками на покривному пір'ї. Хвіст іржаво-оранжевого кольору з темно-коричневими смугами та білими кінчиками на пір'ї. Масивний дзьоб зверху чорний, а знизу кольору кістки.

### Вокалізація
Англійська назва laughing kookaburra (укр. сміхотлива кукабара) походить від звуків, що нагадують сміх, які відтворює птах. Насправді цією вокалізацією кукабара заявляє про свої права на певну територію. Ці звуки можна почути в будь-який час доби, але найчастіше на світанку й у сутінках.
Спочатку птах видає низькі звуки, що нагадують гикання, потім кукабара відкидає голову назад і розпочинає хрипло «сміятися». Часто до вигуків однієї кукабари приєднуються інші члени родини. Якщо поблизу є інша родина кукабар, то вони починають «сміятися» у відповідь.
Крім «сміху», кукабари видають й інші звуки:
- «Хихикання» — пошук члена родини.
- «Кудкудакання», лагідні вигуки — під час закликів до спарювання.
- Пронизливий крик — під час випрошування їжі, та як знак покірності.
- «Ґелґотання» — сигнал агресії.
- Вигук «кооаа» — попередження про небезпеку інших членів родини.

## Ареал і середовище проживання

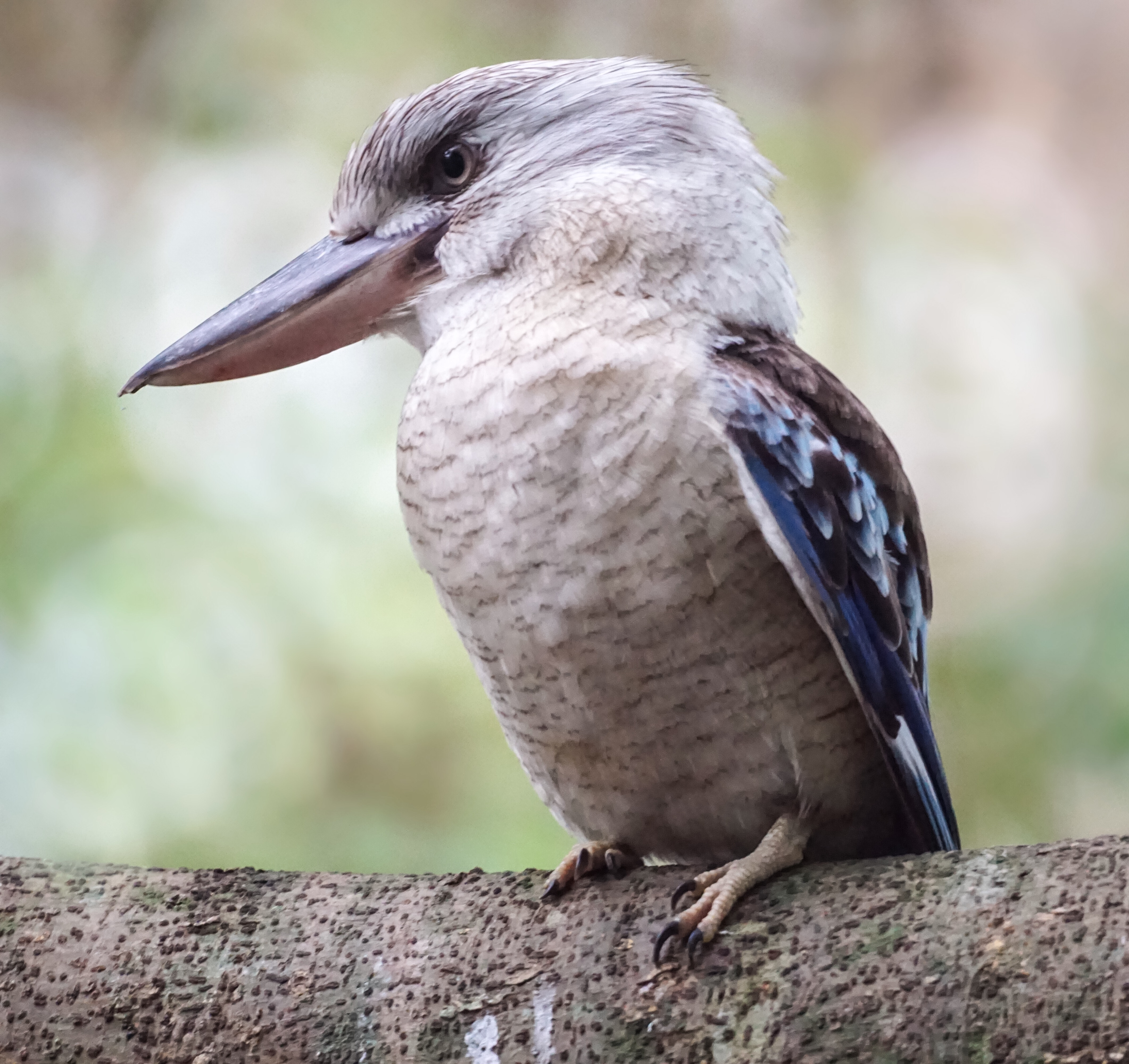
Кукабара, Квінсленд

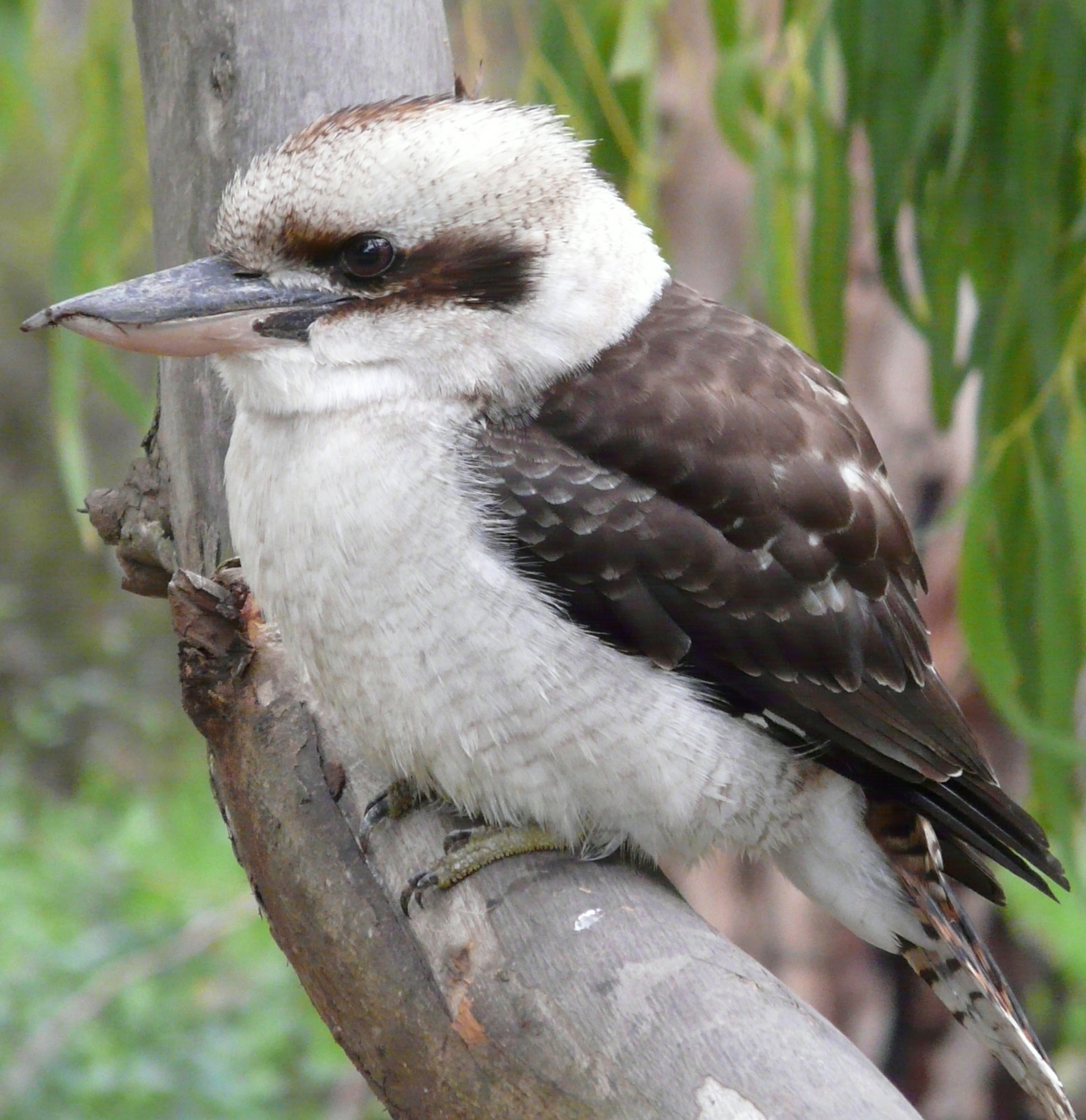
Кукабара, Мельбурн

Кукабара велика — один із найпоширеніших видів птахів в Австралії. За даними «Атласу австралійських птахів», 2002 року її популяція за чисельністю перебувала на сьомому місці. Проте станом на 2019 рік, згідно з дослідженнями BirdLife Australia, що базуються на спостереженнях волонтерів, за загальною кількістю особин цей вид перемістився на 28 місце.
Кукабара велика є аборигенним видом для східної частини Австралії. Її ареал простягається від півострова Кейп-Йорк на півночі до мису Отвей на півдні. Цей вид трапляється обабіч Великого Вододільного хребта. На півдні діапазон простирається на захід від штату Вікторія до півострова Йорк та хребта Фліндерс у Південній Австралії.
У східній частині штату Квінсленд ареал кукабари великої перекривається з ареалом кукабари синьокрилої (Dacelo leachii). При проживанні обох видів на одній території кукабара велика вибирає більш вологі місця, а синьокрила — сухіші.
Вид інтродукований до багатьох інших регіонів країни, ймовірно, через його репутацію, як винищувача змій. До Західної Австралії кукабару велику вперше завезено 1896 року, а в наступні десятиліття сотні птахів переміщено з Вікторії в райони навколо Перта. Сучасна межа ареалу птаха в Західній Австралії на північному заході досягає міста Джералдтона. На Тасманії кукабара велика інтродукована з 1906 року. У 1926 році птаха завезено на острів Кенгуру, а в 1940-ві на острів Фліндерс.
У 1860-ті відбулася спроба заселити кукабар великих на маленькому острові Кавау, що лежить у затоці Хауракі за два кілометри від Північного острова Нової Зеландії. Вважалося, що спроба була невдалою, але у 1916 несподівано виявили кукабар великих на Північному острові напроти Кавау. Зараз ці птахи у Новій Зеландії мешкають на невеликій території навколо затоки Хауракі.
Звичайне місце проживання кукабар великих — це склерофітні ліси та рідколісся. Птахи полюбляють підлісок і лісовий намет. Якщо є можливість, кукабари селяться поблизу заболоченої місцевості. Іноді живуть на частково відкритих ділянках або на сільгоспугіддях з лісосмугами і живоплотами вздовж доріг. У населених пунктах кукабар можна зустріти у парках і садах.

## Живлення

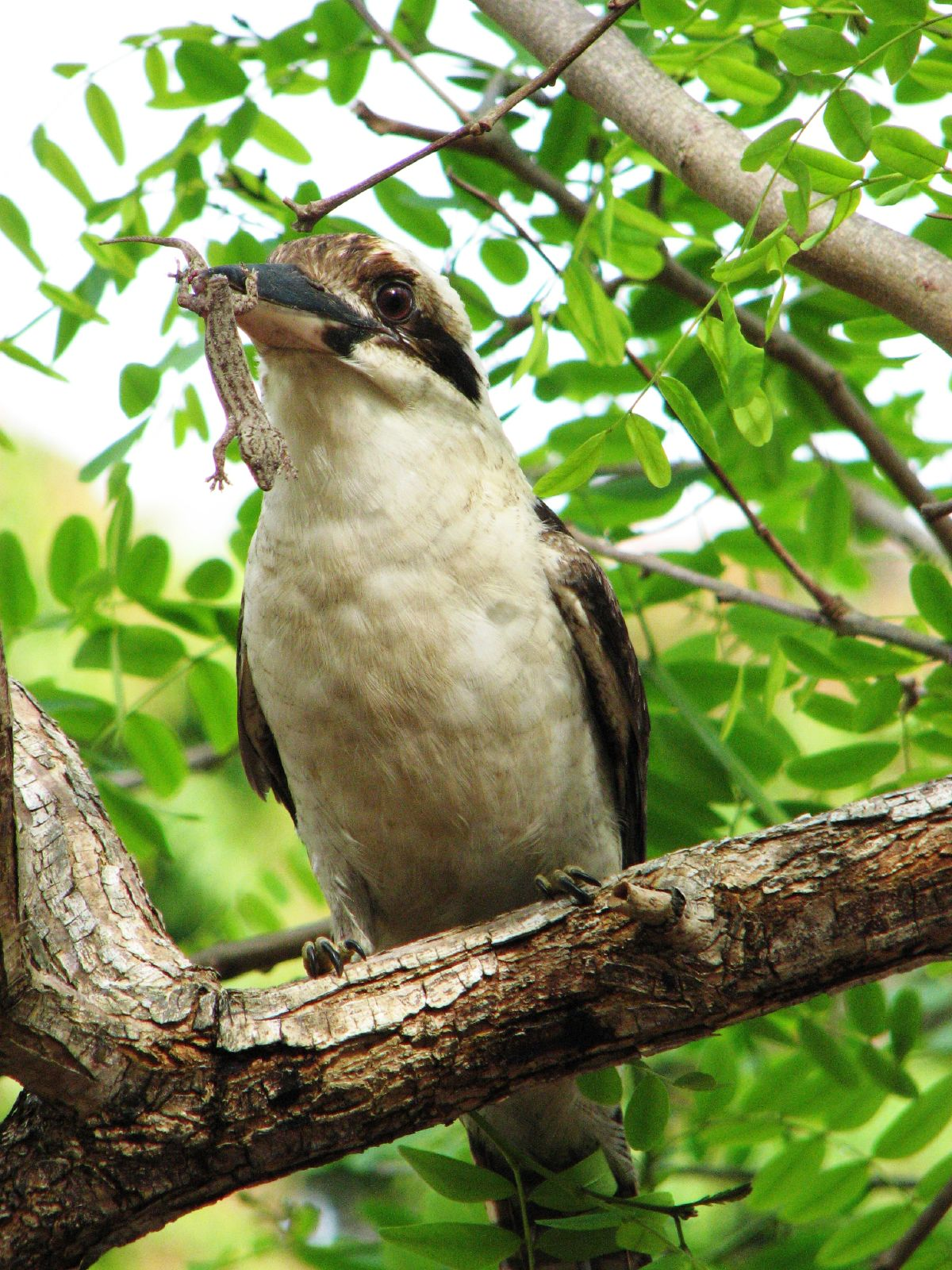
Кукабара з геконом у дзьобі.

Кукабара велика — хижак. До її раціону входять миші, дрібні плазуни — змії та ящірки (переважно сцинки), багатоніжки, черви, маленькі птахи й комахи, як-от цвіркуни та жуки. Кукабари також падальники. Доросла кукабара за день з'їдає в середньому три миші або їх харчовий еквівалент. Молоді особини потребують більше їжі.
Кукабари великі не вдаються до активного переслідування здобичі. Зазвичай вони сидять у верховітті, терпляче очікують жертву і, дочекавшись, зненацька нападають на неї. Ці птахи ковтають здобич цілою, попередньо розтрощуючи її кістяк, щоб було легше це зробити.

## Розмноження
Живе невеликими родинними групами, але може жити попарно, а іноді й поодинці. Кукабари великі є моногамні, територіальні птахи, які гніздяться в дуплах дерев, рідше — на крутих схилах берегів річок, скиртах сіна та на будівлях.
Сезон розмноження триває з вересня по грудень.
Самиці відкладають від одного до п'яти білих яєць. Висиджування триває 25—26 днів. У виводку переважно троє пташенят, які вилуплюються без оперення та сліпими. Внаслідок поширеного в кукабар каїнізму, одне з них має загинути. Боротьба за виживання триває до трьох діб. Якщо за цей час не виявлено найслабшого, мати сама провокує поновлення цієї боротьби. Пташенята залишають гніздо на 4–5-й тиждень після вилуплення.
Піклування про пташенят аж до трирічного віку — зазвичай колективна справа як батьків, так і старших братів та сестер. Часто трапляється, що ці старші сестри, принісши у гніздо їжу й зчинивши гармидер, не віддають харчу малюкам і потай самі з'їдають його, якщо поблизу немає інших птахів-спостерігачів.
Середня тривалість життя кукабари великої становить 11–15 років у дикій природі й 15–20 років у неволі.

## Природні вороги й небезпеки

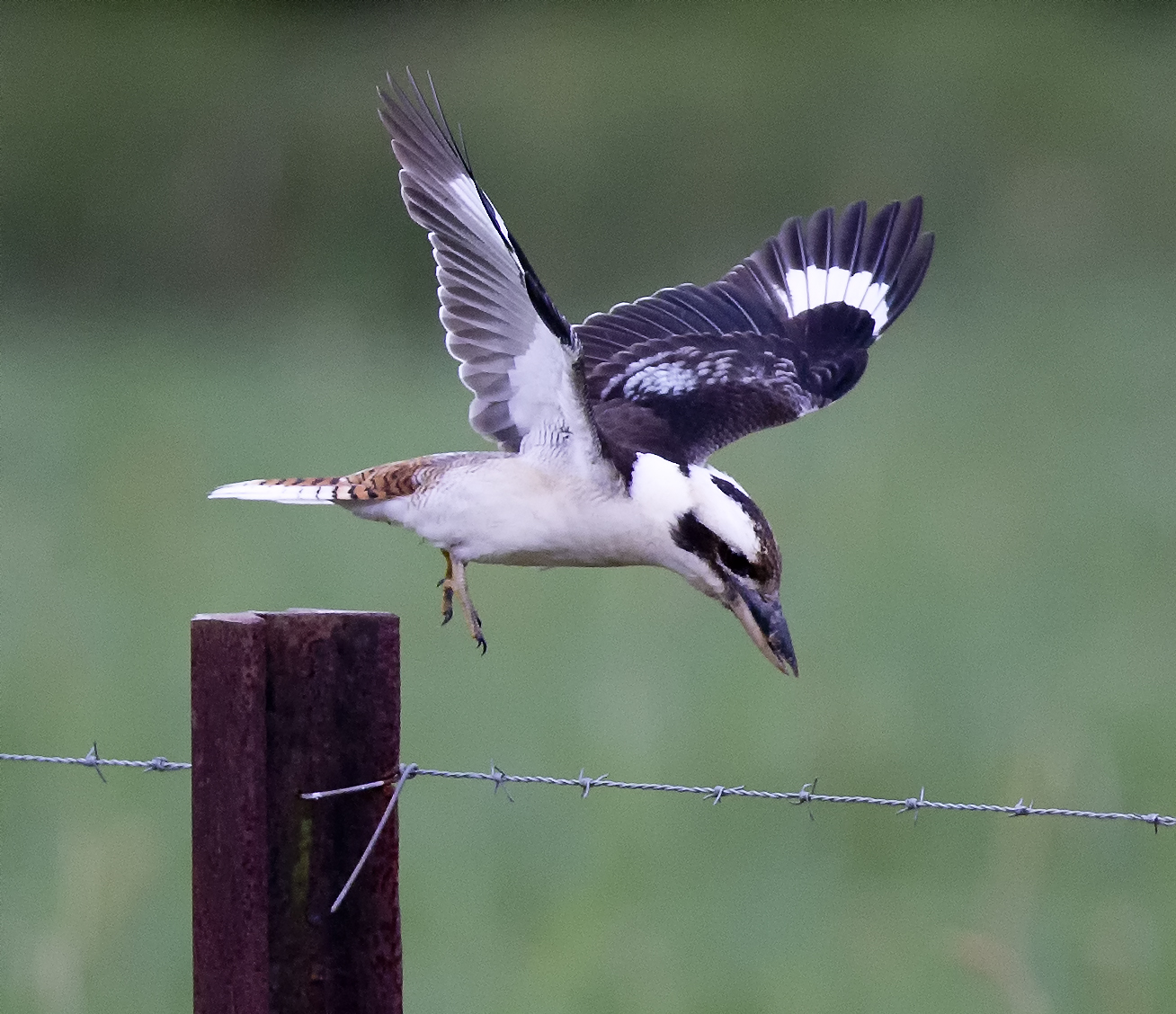
Кукабара в польоті

Кукабари великі є найбільш уразливими при нападах з повітря. Найбільшу загрозу кукабарам становлять яструби, шуліки, орли та сови. Серед ссавців хижаками, що полюють на кукабар, є інтродуковані види з Європи — здичавілі коти та лисиці. Пташенята кукабар стають здобиччю для кволів (сумчастих куниць), варанів, змій та ящірок. Посуми є головною загрозою для яєць кукабари.
Кукабари, у порівнянні з іншими птахами, літають доволі повільно, через це вони вразливі при зіткненнях із транспортними засобами. Багато кукабар гине, коли вони поїдають падаль на автомобільних дорогах.
Лісові пожежі в Австралії завдають великої шкоди кукабарам — нищать птахів і їхню харчову ланку. Скороченню харчової бази також сприяє вирубування лісів.

## Природоохоронний статус
Щільність популяції кукабари в Австралії коливається від 0,04 до 0,8 птахів/га залежно від місця проживання. Якщо припустити, що середня щільність становить 0,3 птаха/га, то загальна чисельність популяції може сягати 65 млн особин. Однак це може бути значним перебільшенням, оскільки популяція кукабари, схоже, зазнає помітного скорочення: за даними організації BirdLife Australia, кількість спостережень кукабари зменшилася на 50% з 2000 по 2019 рік, а кількість повідомлень про неї знизилася з 25% до 15% за той самий період. Популяція в Новій Зеландії відносно невелика і, ймовірно, становить менше 500 особин. При цьому, з огляду на широкий ареал проживання і велику стабільну популяцію, Міжнародний союз охорони природи оцінює цей вид як такий, що «знаходиться у найменшій загрозі».

## У культурі

### Англомовна
- Шотландський гурт Cocteau Twins включив пісню Кукабара до свого альбому Aikea-Guinea.
- Кукабара або її голос присутні в деяких фільмах про Тарзана з Джонні Вайссмюллером у головній ролі[47], a також у таких відомих стрічках: Чарівник країни Оз (1939), Скарби Сьєрра-Мадре, Парк Юрського періоду 2: Загублений світ, Індіана Джонс: У пошуках втраченого ковчега та в інших менш відомих фільмах[48].
- «Kookaburra[en]» — популярна австралійська дитяча пісенька.

### Україномовна
- Українсько-австралійський письменник Пилип Вакуленко присвятив птахам казку «Весела кукабара»[49][50].
- Казка Лідії Гаєвської-Денес «Чого сміється кукабара»[51].
- Однойменна пісня увійшла до альбому «Кукабарра» (дитячі пісні, 2008), «Гайтана Та Діти Світла»[52], головний вокал Юля Гавриленко[53].

## Монета «Срібна кукабара»
З 1990 року монетний двір Перта випускає срібну інвестиційну монету із зображенням кукабари великої (англ. Australian Silver Kookaburra).
Маса монети складає одну тройську унцію. До 2018 проба срібла була 999.0, потім вміст срібла збільшився до 999.9.
Станом на 2019 рік, починаючи з 1990 року аверс монети завжди має незмінне зображення королеви Єлизавети II, а малюнок реверсу змінюється щороку, але завжди зображує кукабару.
Для відзначення 25-ї річниці початку випуску, у 2015 році монета мала копію зображення найпершої випущеної монети 1990 року.